# 南芬区
南芬区（なんふん-く）は中華人民共和国遼寧省本渓市に位置する市轄区。

## 地理
南芬区は本渓市南部に位置し、南東を本渓満族自治県と接して、西は遼陽市と隣接する。

## 行政区画
5街道弁事処を管轄する。
- 街道弁事所：南芬街道、鉄山街道、郭家街道、思山嶺街道、下馬塘街道

## 交通

### 鉄道
- 中国国家鉄路集団
  - 瀋丹旅客専用線

（瀋陽方面）- 南芬北駅 -（丹東方面）
  - 瀋丹線

（瀋陽方面）- 南芬駅 - 下馬塘駅 -（丹東方面）

### 道路
- 高速道路
  - 丹阜高速道路
- 国道
  - G304国道